# Испуцали вргањ
Испуцали вргањ (лат.Boletus aestivalis) је врста из породице вргања (Boletaceae) која насељава шуме и рубове шума највећег дела Европе и мањег дела Азије. Плодоноси од почетка лета до краја јесени, а најчешће се појављује после топлих и дана са високом концентрацијом влаге у ваздуху. Углавном плодоноси на кречњаку, а најчешће живи у симбиози са крестеновима, храстовима и буквом. Највише се може наћи на травнатим местима која су осунчана попут рубова шуме и пропланака. Често у близини ове врсте расту и Russula vesca, Amanita rubescens и A. vaginata. Микоризна врста.

## Опис плодног тела
Шешир код ове врсте вргања величине је 5-15, а ретко прелази и 20 cm у пречнику. У младости је мање-више полулоптаст, затим спљоштено јастучаст, али увек конвексно правилно заобљен. Боја шешира варира од бледосивожуте преко прљаво беле и боје лешника. Кожица је сува, увек добро распуцала (чини се као да је разрована малим каналићима) и никад није сасвим глатка. 
Цевчице су сивкасто беле боје, затим жутозелене, а у старости загасите маслинасто зелене боје. Дугачке до 8-30 mm, око дршке нагло и видно краће творећи тако узак, али дубок јарак. 
Поре су ситне и округле са бело жутом основом. У старијих примерака гљива боја пора постаје маслинасто зелена. 
Дршка је висине 6-12 cm дебљине 2-5 cm чврста и пуна. У почетку је трбушаста (дебела на средини), а растом се задебљалост спушта ниже тако да постаје врећаста (џакараста). Истобојна је са шеширом или за коју нијансу светлија. 
Месо је дебело и само у младости чврсто док је касније мекше и сунђерасто. Беле је боје, мириса карактеристичног за вргање и слаткастог је укуса.

## Микроскопија
Споре су вретенасте са јаком супрахиларном депресијом и боје су меда. Димензије 11-14,5 × 3,5-4 μm.

## Отисак спора
Отисак спора је светложутомаслинасте боје.

## Јестивост
Као и већина вргања и ова врста представља јестиву гљиву. Користи се пре свега у куваним јелима. Шешир гљиве није толико чврст као у других вргања те га је временски потребно кувати нешто краће. Више од 50% суве материје ове гљиве чине угљени хидрати док су мањем уделу присутни и протеини (око 22%) и масти (око 3%).

## Сличне врсте
По боји шешира најсличнија врста испуцалом вргању је брезов вргањ (лат.Boletus betulicolus). Ипак брезов вргањ има потпуно глатку кожицу на шеширу са цилиндричним хифама које су уже од 6 μm. Поред тога испуцали вргањ није забележен у микоризи са брезама стога приликом фотографисања или сакупљања треба обратити пажњу и на непосредну околину.